# SK Sioni Bolnisi
El SK Sioni Bolnisi és un club de futbol georgià de la ciutat de Bolnisi. Va ser fundat l'any 1939. S'ha anomenat:
- 1936: Futbol'nyj Klub Bolnisi
- 1986: Futbol'nyj Klub Madneuli Bolnisi
- 1990: Sapekhburto K'lubi Sioni Bolnisi

## Palmarès
- Lliga georgiana de futbol (1):
  - 2006